# Egypt-Air-Flug 181
Egypt-Air-Flug 181 (Flugplan-Code: MS181) ist ein täglicher Inlandsflug der staatlichen ägyptischen Fluggesellschaft Egypt Air von Alexandria nach Kairo, auf dem am 29. März 2016 ein Airbus A320 entführt wurde. An Bord der Maschine befanden sich 64 Personen.

## Flugverlauf
Der Airbus A320 startete um 6:30 Uhr (UTC) vom Flughafen Burg al-ʿArab zum rund 45-minütigen Inlandsflug nach Kairo. Während des Fluges wurde das Flugzeug entführt. Es landete um 7:45 Uhr auf dem Flughafen Larnaka in Zypern.

## Passagiere und Besatzung
Gemäß Angaben des Unternehmens befanden sich 56 Passagiere an Bord, darunter 26 Ausländer, sieben Besatzungsmitglieder sowie ein Sicherheitsmitarbeiter der Fluggesellschaft.
| Nationalität       | Anzahl |
| ------------------ | ------ |
| Ägypten            | 30     |
| Italien            | 11     |
| Vereinigte Staaten | 8      |
| Belgien            | 2      |
| Griechenland       | 2      |
| Frankreich         | 1      |
| Syrien             | 1      |
| Zypern             | 1      |
| Gesamt (7)         | 56     |

## Ereignisse
Nach der Landung in Larnaka wurden alle ägyptischen Passagiere freigelassen; die Besatzung und vier ausländische Passagiere wurden zunächst weiterhin festgehalten.
Bis darauf, dass sich um das Flugzeug keine Polizeifahrzeuge aufhalten dürften, wurden keine weiteren Forderungen gestellt. 
Der Entführer drohte, einen Sprengstoffgürtel zu zünden. Das ägyptische Staatsfernsehen berichtete, dass der Mann seiner Ex-Frau, die aus Zypern stammt, eine Nachricht überbringen und gleichzeitig politisches Asyl beantragen wollte.
Der Entführer stellte sich den zyprischen Behörden, wodurch der Vorfall unblutig beendet wurde.
Laut Medienberichten handelte es sich bei dem getragenen Sprengstoffgürtel um eine Attrappe.

## Reaktionen
- Der betroffene Flughafen wurde für alle weiteren Flugzeuge gesperrt.[6]
- Zypern bildete einen Krisenstab.

## Trivia
- Der Airbus A320 der Egypt Air ist bereits das 10. entführte Flugzeug, das auf dem Flughafen Larnaka landete. Zuletzt war es 1996 ein Airbus A310 der Sudan Airways.[7]